# Campeonato Sul-Americano de Atletismo Sub-23 de 2010
A 4ª edição do Campeonato Sul-Americano de Atletismo Sub-23 de 2010 foi organizado pela CONSUDATLE, para atletas com até 23 anos classificados como Sub-23. As provas foram realizadas no Estádio Atanasio Girardot, em Medellín, na Colômbia, no período de 20 a 23 de março de 2010. Foram disputadas 44 provas com a presença de 14 nacionalidades sendo uma convidada O Brasil se destacou obtendo 41 medalhas no total, sendo 13 de ouro. O campeonato foi realizado como parte dos Jogos Sul-Americanos de 2010. (ODESUR).

## Participantes
13 países participaram do Sul-Americano Sub-23. 12 países: Argentina, Bolívia, Brasil, Chile,
Colômbia, Equador, Guiana, Paraguai, Peru, Suriname, Uruguai e Venezuela competiram em ambos os Jogos Sul-Americanos e no Sul-Americano Sub-23. Panamá competiu apenas no Sul-Americano Sub-23, mas não se registrou para os Jogos Sul-Americanos.
As Antilhas Holandesas são apenas membro da ODESUR, mas não de CONSUDATLE. Seus atletas participaram dos Jogos Sul-Americanos, mas agiu como atletas convidados no Sul-Americano Sub-23.

## Sumário de Medalhas
Os resultados detalhados podem ser encontrados no site da Todor Krastev, e no site Tilastopaja.

### Masculino
| Event                         | Ouro                                                                         | Ouro              | Prata                                                                      | Prata              | Bronze                                                                               | Bronze          |
| ----------------------------- | ---------------------------------------------------------------------------- | ----------------- | -------------------------------------------------------------------------- | ------------------ | ------------------------------------------------------------------------------------ | --------------- |
| 100 metros (2.2 m/s)          | Isidro Montoya Valencia (COL)                                                | 10.25w            | Álvaro Gómez (COL)                                                         | 10.26w             | Diego Rivas (VEN)                                                                    | 10.50w          |
| 200 metros (1.3 m/s)          | Arturo Ramírez (VEN)                                                         | 20.99             | Luis Carlos Nuñez (COL)                                                    | 21.05              | Rubens Quirino (BRA)                                                                 | 21.29           |
| 400 metros                    | Omar Longart (VEN)                                                           | 46.09             | Hederson Estefani (BRA)                                                    | 46.85              | Helder Alves (BRA)                                                                   | 47.40           |
| 800 metros                    | Rafith Rodríguez (COL)                                                       | 1:47.20 NR CR     | Lutimar Paes (BRA)                                                         | 1:47.52            | Diomar de Souza (BRA)                                                                | 1:50.14         |
| 1500 metros                   | Iván López (CHI)                                                             | 3:48.04           | Marvin Blanco (VEN)                                                        | 3:49.65            | Mauricio González (COL)                                                              | 3:50.09         |
| 5000 metros                   | Mauricio González (COL)                                                      | 14:23.35          | Javier Peña (COL)                                                          | 14:27.62           | Víctor Aravena (CHI)                                                                 | 14:45.85        |
| 10000 metros                  | Javier Peña (COL)                                                            | 30:04.78          | Daniel Silva (BRA)                                                         | 31:03.27           | Gilberto Lopes (BRA)                                                                 | 31:22.33        |
| 3000 m com obstáculos         | Marvin Blanco (VEN)                                                          | 9:11.63           | Luis Alberto Orta (VEN)                                                    | 9:13.54            | Mauricio Valdivia (CHI)                                                              | 9:20.58         |
| 110 m com barreiras (0.7 m/s) | Jorge McFarlane (PER)                                                        | 13.75 NR CR       | Jolver Lozano (COL)                                                        | 14.26              | Javier McFarlane (PER)                                                               | 14.29           |
| 400 m com barreiras           | Juan Pablo Maturana (COL)                                                    | 50.95             | Georni Jaramillo (VEN)                                                     | 51.50              | Brayan Ambuila (COL)                                                                 | 51.79           |
| Salto em altura               | Diego Ferrín (ECU)                                                           | 2.18              | Carlos Izquierdo (COL)                                                     | 2.09               | Simón Villa (COL)                                                                    | 2.09            |
| Salto com vara                | Augusto Dutra de Oliveira (BRA)                                              | 5.00              | Cléber Silva (BRA)                                                         | 4.80               | Rubén Benítez (ARG)                                                                  | 4.70            |
| Salto em distância*           | Jorge McFarlane (PER)                                                        | 8.09 CR (1.8 m/s) | Jhamal Bowen (PAN)                                                         | 7.97 SJR (1.5 m/s) | Javier McFarlane (PER)                                                               | 7.62 (1.0 m/s)  |
| Salto triplo                  | Robin Mosquera (COL)                                                         | 16.27 (0.3 m/s)   | Jean Rosa (BRA)                                                            | 16.22 (3.2 m/s)    | José Adrián Sornoza (ECU)                                                            | 16.02 (1.3 m/s) |
| Arremesso de peso             | Eder César Moreno (COL)                                                      | 18.46             | Nicolás Martina (ARG)                                                      | 17.67              | Michael Putman (PER)                                                                 | 17.48           |
| Lançamento de disco           | Andres Rossini (ARG)                                                         | 56.28             | Michael Putman (PER)                                                       | 51.53              | Nicolás Martina (ARG)                                                                | 50.37           |
| Lançamento de martelo         | Allan Wolski (BRA)                                                           | 61.17             | Prinston Quailey (VEN)                                                     | 58.16              | Guillermo Braulio (ECU)                                                              | 55.93           |
| Lançamento de dardo           | Víctor Fatecha (PAR)                                                         | 73.22             | Lucas da Silva (BRA)                                                       | 65.30              | Tomás Guerra (CHI)                                                                   | 63.93           |
| Decatlo                       | Diego de Araújo (BRA)                                                        | 7204              | Pedro Lima (BRA)                                                           | 7020               | Damián Benedetich (ARG)                                                              | 6835            |
| Marcha atlética               | Mauricio Arteaga (ECU)                                                       | 1:30:12.1         | Omar Sierra (COL)                                                          | 1:30:58.0          | Caio Bonfim (BRA)                                                                    | 1:33:05.1       |
| Revezamento 4x100 metros      | Colômbia · Isidro Montoya · Luis Carlos Núñez · Álvaro Gómez · Diego Gallego | 39.85             | Venezuela · Omar Longart · Arturo Ramírez · Álvaro Cassiani · Diego Rivas  | 40.22              | Brasil · Gustavo dos Santos · Rubens Quirino · Helder Alves · Jonathan Silva         | 40.60           |
| Revezamento 4x400 metros      | Venezuela · Rubén Headly · Georni Jaramillo · Arturo Ramírez · Omar Longart  | 3:06.53 CR        | Brasil · José Oliveira · Hederson Estefani · Henrique Souza · Helder Alves | 3:07.11            | Colômbia · Juan Pablo Maturana · Brayan Ambuila · Javier Palacios · Rafith Rodriguez | 3:09.03         |

*Jhamal Bowen do Panamá, conquistou a medalha de prata no salto em distância do Sul-Americano Masculino Sub-23.  No entanto, ele não se qualificou para a obtenção de uma medalha nos Jogos Sul-americanos, porque Panamá não se inscreveu para a secção de atletismo dos jogos.

### Feminino
| Event                         | Ouro                                                                              | Ouro            | Prata                                                                              | Prata           | Bronze                                                                                      | Bronze          |
| ----------------------------- | --------------------------------------------------------------------------------- | --------------- | ---------------------------------------------------------------------------------- | --------------- | ------------------------------------------------------------------------------------------- | --------------- |
| 100 metros (1.5 m/s)          | Ana Cláudia Silva (BRA)                                                           | 11.33           | Yomara Hinestroza (COL)                                                            | 11.63           | Nelcy Caicedo (COL)                                                                         | 11.70           |
| 200 metros (-0.7 m/s)         | Erika Chávez (ECU)                                                                | 23.71           | Vanda Gomes (BRA)                                                                  | 23.82           | Bárbara Leôncio (BRA)                                                                       | 23.86           |
| 400 metros                    | Bárbara de Oliveira (BRA)                                                         | 53.38 CR        | Yenifer Padilla (COL)                                                              | 54.09           | Yaneth Largacha (COL)                                                                       | 54.22           |
| 800 metros                    | Jessica dos Santos (BRA)                                                          | 2:09.72         | Geisiane de Lima (BRA)                                                             | 2:10.98         | Evangelina Thomas (ARG)                                                                     | 2:11.58         |
| 1500 metros                   | Evangelina Thomas (ARG)                                                           | 4:38.07         | Rocío Huillca (PER)                                                                | 4:40.39         | Jenifer Silva (BRA)                                                                         | 4:40.90         |
| 5000 metros**                 | Tatiele Roberta de Carvalho (BRA)                                                 | 17:13.53        | Aura Rojas (COL)                                                                   | 17:35.45        | Charo Inga (PER)                                                                            | 17:49.41        |
| 10000 metros† **                              | Yoni Ninahuamán (PER)                                                             | 37:09.92        | Aura Rojas (COL)                                                                   | 37:36.67        |                                                                                             |                 |
| 3000 m com obstáculos         | Rocío Huillca (PER)                                                               | 10:48.53        | Jovana de la Cruz (PER)                                                            | 10:52.35        | Florencia Borelli (ARG)                                                                     | 11:10.23        |
| 100 m com barreiras (0.6 m/s) | Agustina Zerboni (ARG)                                                            | 13.66           | Anita Souza (BRA)                                                                  | 13.69           | Giuliana Franciosi (PER)                                                                    | 13.87           |
| 400 m com barreiras           | Magdalena Mendoza (VEN)                                                           | 59.22           | Déborah Rodríguez (URU)                                                            | 59.76           | Elaine Paixão (BRA)                                                                         | 60.89           |
| Salto em altura               | Valdiléia Martins (BRA)                                                           | 1.83            | Lais Gabriela da Silva (BRA)                                                       | 1.77            | Sara Muñoz (COL)                                                                            | 1.74            |
| Salto com vara                | Sara Pereira (BRA)                                                                | 3.85            | Raíssa Schubert (BRA)                                                              | 3.80            | Diana Leyton (COL)                                                                          | 3.70            |
| Salto em distância            | Ana Beatriz Esperança (BRA)                                                       | 5.99 (1.0 m/s)  | Munich Tovar (VEN)                                                                 | 5.97w (2.2 m/s) | Melissa Valencia (COL)                                                                      | 5.96 (1.4 m/s)  |
| Salto triplo                  | Munich Tovar (VEN)                                                                | 13.25 (2.0 m/s) | Bianca dos Santos (BRA)                                                            | 13.20 (1.2 m/s) | Feber Hernández (VEN)                                                                       | 12.88 (0.2 m/s) |
| Arremesso de peso             | Natalia Ducó (CHI)                                                                | 17.71           | Ángela Rivas (COL)                                                                 | 16.33           | Luz Montaño (COL)                                                                           | 14.54           |
| Lançamento de disco           | Fernanda Raquel Borges (BRA)                                                      | 55.68 CR        | Andressa de Morais (BRA)                                                           | 53.28           | Luz Montaño (COL)                                                                           | 49.09           |
| Lançamento de martelo         | Andressa de Morais (BRA)                                                          | 55.95           | Carla Michel (BRA)                                                                 | 55.42           | Diurkina Freites (VEN)                                                                      | 55.38           |
| Lançamento de dardo           | María Lucelly Murillo (COL)                                                       | 56.08 NJR CR    | Katryna Subeldía (PAR)                                                             | 52.27           | Rafaela Gonçalves (BRA)                                                                     | 50.11           |
| Heptatlo                      | Agustina Zerboni (ARG)                                                            | 5362            | Cynthia Alves (BRA)                                                                | 5187            | Camila Pirelli (PAR)                                                                        | 5118 NR         |
| Marcha atlética               | Ingrid Hernández (COL)                                                            | 1:42:55.9       | Anabelli Orjuela (COL)                                                             | 1:45:29.4       | Paola Pérez (ECU)                                                                           | 1:47:09.8       |
| Revezamento 4x100 metros      | Brasil · Vanusa dos Santos · Vanda Gomes · Ana Cláudia Silva · Franciela Krasucki | 44.47           | Colômbia · Nelcy Caicedo · Yenifer Padilla · Alejandra Idrobo · Yomara Hinestroza  | 44.94           | Argentina · María Ayelen Diogo · Florencia Lamboglia · Constanza Eckhart · Agustina Zerboni | 46.76           |
| Revezamento 4x400 metros***   | Colômbia · Yaneth Largacha · Alejandra Idrobo · Marcela Cuesta · Yenifer Padilla  | 3:40.09         | Brasil · Bárbara Leôncio · Elaine Paixão · Ana Claudia Silva · Bárbara de Oliveira | 3:40.68         | Argentina · María Ayelen Diogo · Agustina Zerboni · Juliana Menéndez · Florencia Lamboglia  | 3:51.74         |

†:No campeonato feminino, 10,000 não fazia parte do Jogos Sul-Americanos, porque o número mínimo de quatro nações participantes não foi atingido.

## Doping
** Karina Villazana do Peru que inicialmente foi considerada como vencedora da prova feminina dos 10.000 metros (em 36:48.53) e como medalhista de prata na prova dos 5.000 metros(em 17:24.31) foi desclassificada por violar as regras de doping, por ser positivo para abuso de cocaína.
***Alison Sánchez da Bolívia foi positivo para nandrolona. Portanto, a equipe boliviana do revezamento 4x400 metros, onde ela competiu junto com Lindy Carla Cavero Garcia, Romero Arysabel Lea Plaza, e Fernanda Leslie Arnez Rivero, perdeu sua medalha de bronze (em 3:51.04) para a Argentina.

## Quadro de Medalhas (não oficial)
| Ordem | País      | Medalha de ouro | Medalha de prata | Medalha de bronze | Total |
| ----- | --------- | --------------- | ---------------- | ----------------- | ----- |
| 1     | Brasil    | 13              | 18               | 10                | 41    |
| 2     | Colômbia  | 11              | 13               | 11                | 35    |
| 3     | Venezuela | 6               | 6                | 3                 | 15    |
| 4     | Peru      | 4               | 3                | 5                 | 12    |
| 5     | Argentina | 4               | 1                | 7                 | 12    |
| 6     | Equador   | 3               | 0                | 3                 | 6     |
| 7     | Chile     | 2               | 0                | 3                 | 5     |
| 8     | Paraguai  | 1               | 1                | 1                 | 3     |
| 9     | Panamá    | 0               | 1                | 0                 | 1     |
| 9     | Uruguai   | 0               | 1                | 0                 | 1     |

## Classificação por Pontos
O Brasil ganhou o troféu geral do Campeonato Sul-Americano Sub-23 pela 4ª vez no papel, e, adicionalmente, o troféu de equipe na categoria feminina. A Colômbia venceu o troféu da equipe na categoria masculina, pela primeira vez.O número de pontos da contagem não oficial abaixo com base nos resultados publicados resolvido, isto é, pelas desqualificadas, diferem um pouco das publicadas sem qualquer influência sobre a ordem.
| Rank | Nation    | Points |
| ---- | --------- | ------ |
| 1    | Brasil    | 385    |
| 2    | Colômbia  | 305    |
| 3    | Venezuela | 135    |
| 4    | Argentina | 133    |
| 5    | Peru      | 99     |
| 6    | Equador   | 70     |
| 7    | Chile     | 67     |
| 8    | Paraguai  | 24     |
| 9    | Uruguai   | 14     |
| 10   | Panamá    | 6      |
| 11   | Bolívia   | 4      |
| 12   | Suriname  | 2      |

| Rank | Nation    | Points |
| ---- | --------- | ------ |
| 1    | Colômbia  | 162    |
| 2    | Brasil    | 159    |
| 3    | Venezuela | 94     |
| 4    | Argentina | 63     |
| 4    | Peru      | 50     |
| 6    | Equador   | 44     |
| 7    | Chile     | 35     |
| 8    | Paraguai  | 10     |
| 9    | Uruguai   | 8      |
| 10   | Panamá    | 6      |
| 11   | Suriname  | 2      |

| Rank | Nation    | Points |
| ---- | --------- | ------ |
| 1    | Brasil    | 226    |
| 2    | Colômbia  | 143    |
| 3    | Argentina | 70     |
| 4    | Peru      | 49     |
| 5    | Venezuela | 41     |
| 6    | Chile     | 32     |
| 7    | Equador   | 26     |
| 8    | Paraguai  | 14     |
| 9    | Uruguai   | 6      |
| 10   | Bolívia   | 4      |

Legenda
| Recorde mundial       | Recorde mundial (World record)               |                       | Recorde africano                      | Recorde africano (African) |                                           | Q | Classificado por posição (Qualified) |
| Recorde do campeonato | Recorde do campeonato (Championship record)  | Recorde da América    | Recorde da América (Americas)         | q                          | Classificado por melhor tempo (Qualified) |   |                                      |
| Melhor marca do ano   | Melhor marca do ano (World leading)          | Recorde asiático      | Recorde asiático (Asian)              | DNS                        | Não largou (Did not start)                |   |                                      |
| Recorde nacional      | Recorde nacional (National record)           | Recorde europeu       | Recorde europeu (European)            | DNF                        | Não terminou (Did not finish)             |   |                                      |
| Recorde pessoal       | Recorde pessoal do atleta (Personal best)    | Recorde da Oceania    | Recorde da Oceania (Oceania)          | DSQ / DQ                   | Desclassificado (Disqualified)            |   |                                      |
| Recorde da temporada  | Recorde da temporada do atleta (Season best) | Recorde sul-americano | Recorde sul-americano (South America) | NM                         | Sem marca (No mark)                       |   |                                      |